# ريتشارد بوتير
ريتشارد بوتير هو سياسي كندي، ولد في 20 يناير 1915 في بيلفي في كندا، وتوفي في 16 فبراير 2009 في أوكفيل في كندا. حزبياً، نشط في حزب أونتاريو المحافظ التقدمي. وقد انتخب عضو برلمان مقاطعة أونتاريو.